# داراب‌دین روشن
داراب‌دین روشن، روستایی است از توابع بخش بهنمیر شهرستان بابلسر در استان مازندران ایران.

## جمعیت
این روستا در دهستان بهنمیر قرار داشته و براساس آخرین سرشماری مرکز آمار ایران که در سال 1391 صورت گرفته، جمعیت آن 707نفر (215خانوار) بوده‌است.